# Ricardo FitzGilbert
Ricardo fitzGilbert, ou Fitz Gilbert (depois de 1035–c. 1090), foi um senhor normando que participou da conquista normanda da Inglaterra em 1066, e foi denominado "de Bienfaite", "de Clare", e "de Tonbridge" em suas participações.

## Biografia
Era o filho de Gilberto, Conde de Brionne na Normandia. Seu pai era um guardião do jovem duque Guilherme e quando ele foi morto por Raul de Wacy em 1040, seus dois filhos mais velhos Ricardo e Gilberto fugiram para o Flandres. Em seu retorno posterior à Normandia, Ricardo foi recompensado com o senhorio de Bienfaite e Orbec. Em 1066, Ricardo veio para a Inglaterra com seu parente Guilherme, o Conquistador, e dele recebeu grandes honras e posses.
O Dictionary of National Biography e outras fontes são vagas e por vezes contraditórias sobre quando o nome de Clare entrou em uso comum, mas o que se sabe é que Ricardo fitzGilbert (de Tonbridge), o progenitor identificável mais antigo da família, foi uma vez conhecido como Ricardo de Clare no retorno a Suffolk no Domesday Book.

## Recompensas
Foi recompensado com 176 senhorios e grandes doações de terras na Inglaterra, incluindo o direito de construir os castelos de Clare e de Tonbridge. Ricardo Fitz Gilbert recebeu o senhorio de Clare, em Suffolk, onde partes do muro do Castelo de Clare ainda estão de pé. Era, portanto, Senhor de Clare. Algumas fontes contemporâneas e posteriores chamavam-no de conde de Clare, embora muitas fontes modernas vejam o título como um "título de estilo".
Atuou como Joint Chief Justiciar na ausência de Guilherme, e desempenhou um papel importante na supressão da revolta de 1075.

## Barões rebeldes
Com a morte do conquistador, Ricardo e outros grandes barões normandos, incluindo Odo de Bayeux, Roberto, Conde de Mortain, Guilherme fitzOsbern e Godofredo de Coutances, lideraram uma rebelião contra o governo de Guilherme, o Ruivo, a fim de colocar Roberto Curthose no trono. No entanto, a maioria dos normandos na Inglaterra permaneceram leais. Guilherme, o Ruivo e seus exércitos atacaram com sucesso os bastiões rebeldes em Tonbridge, Pevensey e Rochester.

## Morte e sucessão
Foi enterrado no Priorado de St Neots em 1091. Sua viúva ainda vivia em 1113. Suas terras foram herdadas por seu filho, Gilberto fitzRichard.

## Casamento
Ricardo casou-se com Rohese Giffard, filha de Sir Valter Giffard, Senhor de Longueville e Agnes Flaitel, e tiveram os seguintes filhos:
- Rogério fitzRichard de Clare, recebeu terras normandas e morreu em 1131, aparentemente sem descendência.[3]
- Gilberto fitzRichard, morto em 1115, sucedeu seu pai como Conde de Clare.[3]
- Walter de Clare, Senhor de Nether Gwent, morto em 1138.[3]
- Ricardo fitzRichard de Clare, Abade de Ely.[3]
- Roberto fitzRichard,[3] Senhor de Little Dunmow, Barão de Baynard, morto em 1136.[8]
- Alice (ou Adelina) de Clare, morta em 1138, casada com Valter Tirel.[3][9]
- Rohese de Clare, morta em 1121, casada com Eudo Dapifer (c. 1088).[3]